# M・A・K・ハリデー
マイケル・アレクサンダー・カークウッド・ハリデー（Michael Alexander Kirkwood Halliday、1925年4月13日 - 2018年4月15日）は、イギリス出身の言語学者、中国文学者。イギリスで生まれ育ち、はじめ中国語を研究していたが、のちに一般言語学に研究対象を移した。選択体系機能理論（Systemic Functional Theory、略称SFT）または選択体系機能言語学（Systemic functional linguistics、SFL）と呼ばれる言語理論によって知られる。中国名はハリデーの音を写した「韓 礼徳」（Hán Lǐdé）。

## 経涯[1]
ハリデーはイングランドのリーズ市に生まれた。父は英語教師で文法学者であった。中等学校を卒業後、東洋アフリカ研究学院内のJ・R・ファースが率いる外国語集中訓練コースで中国語を学んだ。ハリデーの言語理論はファースの強い影響を受けている。第二次世界大戦中であったために兵役につき、6か月の軍事訓練を受けたのち、インドへ赴く。しかし1年あまりでロンドンに呼びもどされて、外国語集中研修の指導にあたった。
1947年に兵役を終えると、中国へ渡って北京大学で英語を教えつつ、中国文学・古典中国語などを学んだ。その後、嶺南大学で王力の指導を受けつつ、博士論文を書く目的で現代中国語の文法データを収集した。1950年にイギリスに帰国したが、当時吹きあれていた赤狩りのためにファースのいたロンドン大学で職を得ることができず、ケンブリッジ大学に赴く。当時のケンブリッジでは現代中国語文法は研究対象外であったため、『元朝秘史』の言語の研究によって1956年に博士号を取得した。
1963年にユニバーシティ・カレッジ・ロンドンのコミュニケーション調査研究所所長に就任し、英語の言語学的特性と英語教育に関する研究を行った。1965年から1970年まで一般言語学教授を兼任した。1973年からイリノイ大学の言語学教授、1976年からシドニー大学言語学部の学部長に就任し、1987年に退官するまでその職にあった。そのため、1976年からはオーストラリアが活動の中心となり、またハリデーの一般言語学上の主要な著作はシドニー大学時代に発表された。
1978年に初来日した。このとき行った講義が著書『機能文法のすすめ』(Language, Context and Text)の元になっている。その後何度も日本を訪れている。
2018年4月15日、老衰のためシドニーで死去。93歳没。

## 選択体系機能理論
- ハリデーは従来の言語理論を形式主義として批判し、それに対する機能主義的な言語理論を構築した。
- ハリデーによれば言語は意味の体系であり、言語学は意味をどのような形式で具現するかを探求するものである。意味を経験的意味・対人関係的意味・論理的意味・テクスト形成的意味に分けるが、従来はひとつの文がひとつの機能しか持たないと考えられていたのに対し、ハリデーは複数の意味が重層的な機能を持つと考えた[3]。
- ハリデーはテクストを重視し、またテクストと実際の状況を結びつけるものとしてコンテクストを重視する。テクストは単に文が集ったものではなく、あるコンテクストで何らかの働きをする（=機能的）言語のことであり、構造ではなく意味によってできている[4]。文はテクストという意味的単位を実現するものである。状況のコンテクストはフィールド（談話が扱う事柄）・テナー（談話の参加者）・モード（談話の関与者が言語に何を期待するか）に分けられ、各コンテクストは異なる機能を通して表現される[3]。
- テクストにまとまり（話の筋道）を与えるものを結束作用と呼ぶ。結束作用には文法的結束作用（指示・代用・省略・接続）と語彙的結束作用がある[5]。ハリデーによれば文法[6]と語彙は言語の同じ階層に属し、両者は明確に分けられないものである。

## 主な著作
『The Collected Works of M.A.K. Halliday』全10巻が出版されている(London: Continuum)。
以下の著作が日本語訳されている。
- 山口登・筧壽雄 訳『機能文法概説 ― ハリデー理論への誘（いざな）い』くろしお出版、2001年。
"An Introduction to Functional Grammar" 第2版 (1994) の翻訳。英語の文法を対象として組織的な分析を行った著作。「概説」と題しているものの、非常に規模が大きく難解な著作である。なお原書は2004年に第3版、2013年に第4版が出ている。
- 安藤貞雄・永田龍男・高口圭転・多田保行・中川憲 訳『テクストはどのように構成されるか ― 言語の結束性』ひつじ書房、1997年。
"Cohesion in English" （1976、ルカイヤ・ハサンと共著）の翻訳。主に『不思議の国のアリス』を例として結束作用について具体的に述べたもの。訳語が筧壽雄らのものと少し異なる。
- 筧壽雄 訳『機能文法のすすめ』大修館書店、1991年。
"Language, context and text" （ルカイヤ・ハサンと共著、1985）の翻訳。1978年に上智大学で行った講義を元に改訂を施して出版したもの。
- 増山節夫 訳『言語理論と言語教育』大修館書店、1977年。
"The Linguistic Sciences and Language Teaching" （A・マッキントッシュ、P・ストレブンスと共著）の翻訳。